# Državni arhiv u Zagrebu
Državni arhiv u Zagrebu od 1947. godine nalazi se na Gornjem gradu u Opatičkoj ulici.

## Povijest
Gradsko poglavarstvo grada Zagreba donijelo je 1907. godine odluku o osnivanju gradske knjižnice, muzeja i arhiva. Uprava je povjerena Družbi "Braća Hrvatskoga Zmaja", a na poticaj te družbe su navedene ustanove i osnovane. Stručni nadzor nad arhivom povjeren je Emilu Laszowskom koji je imenovan kustosom Gradskog arhiva. U prvoj fazi dio arhivske građe magistrata Gradeca prenesen je iz prostorija Gradske vijećnice u kulu nad Kamenitim vratima. Godine 1914. dio arhivskog gradiva općine Gradec koji je nastao do 1848. godine prenesen je na pohranu u novoizgrađenu secesijsku zgradu Kraljevske sveučilišne biblioteke i Kraljevskog zemaljskog arhiva na Marulićevom trgu. Nakon II. svjetskog rata godine 1945. Gradski narodni odbor grada Zagreba utemeljio je Povijesni arhiv grada Zagreba. Arhiv je 1947. postao samostalna ustanova i odvojio se je od uprave, a te godine su arhivu dodijeljene zgrade u Opatičkoj i Demeterovoj. Do promjena naziva došlo je 1962. godine kada je arhiv postao Historijski arhiv u Zagrebu. U periodu od 1993. do 1997. godine službeni naziv arhiva bio je Povijesni arhiv u Zagrebu. Novim zakonom o arhivskom gradivu i arhivima iz 1997. arhiv dobiva današnji naziv - Državni arhiv u Zagrebu. Državni arhiv u Zagrebu nadležan je za područje Grada Zagreba, veći dio Zagrebačke županije izuzev gradova Ivanić-Grad i Vrbovec te za dio Krapinsko-zagorske županije i to za gradove Donju Stubicu i Oroslavje te za općine Gornja Stubica, Marija Bistrica i Stubičke Toplice.

## Djelatnost
Provođenje mjera zaštite arhivskog gradiva, sređivanje, propisivanje i objavljivanje arhivskog gradiva. Obavljanje stručnog nadzora nad čuvanjem i odabirom arhivskog gradiva koji se nalazi izvan arhiva te provođenje mjera zaštite. Preuzimanje javnog arhivskog gradiva i prikupljanje privatnog arhivskog gradiva.  Rad s korisnicima i suradnja s drugim institucijama u kulturi, znanosti te srodnim ustanovama informacijske i dokumentacijske službe.

## Gradivo
Gradivo središnjih tijela uprave i pravosuđa, prosvjetnih i kulturnih ustanova, društvenih, političkih organizacija te gospodarskih tvrtki s područja nadležnosti arhiva. Najstariji dokumenti pohranjeni u arhivu potječu iz 13. stoljeća. Kroz fondove se mogu pratiti različiti aspekti gradske povijesti od 13. stoljeća do 1990. godine. Ukupna količina arhivskog gradiva sastoji se od 1161 fonda i zbirki odnosno 11.150 dužnih metara arhivskog gradiva nastalog u razdoblju od 1258. do 2004. godine. U Arhivu se čuva i gradivo najstarijih zagrebačkih bolnica, obiteljski i osobni fondovi te dragocjene zbirke -Kartografska zbirka i Zbirka fotografija Zagreba.

## Usluge
Pružanje stručne pomoći iz područja registrirane djelatnosti Arhiva, sređivanje arhivskog i registraturnog gradiva, preuzimanje arhivskog gradiva, istraživanje podataka u Arhivu za potrebe korisnika te izdavanje ovjerenih prijepisa i kopija izvornog gradiva.

## Vanjske poveznice
- Mrežne stranice Državnog arhiva u Zagrebu
- On-line baza: Registar arhivskih fondova i zbirki u RH